# Plusiopalpa thaumasia
Plusiopalpa thaumasia är en fjärilsart som beskrevs av Claude Dufay 1968. Plusiopalpa thaumasia ingår i släktet Plusiopalpa och familjen nattflyn. Inga underarter finns listade i Catalogue of Life.